# Emmo Langer
Emmo Langer (* 29. Jänner 1891 in Purgstall an der Erlauf; † 2. November 1949 in Kaprun) war ein österreichischer Politiker (NSDAP), Abgeordneter zum niederösterreichischen Landtag und 24. Bürgermeister von St. Pölten.

## Leben
Emmo Langer wurde am 29. Jänner 1891 in Purgstall geboren. Nachdem er die Lehrerbildungsanstalt Krems besucht hatte, rückte er 1915 als Kriegsfreiwilliger ein. Er erhielt zweimal die silberne Tapferkeitsmedaille und schied als Oberleutnant aus. 1924 wurde er Lehrer in St. Pölten. Langer war ab 1929 Anhänger der Hitlerbewegung, zum 3. Juli 1930 trat er der NSDAP bei (Mitgliedsnummer 197.339), im selben Jahr wurde er Kreisleiter für das Viertel ober dem Wienerwald. Von Mai 1932 bis Juni 1933 war er Abgeordneter zum niederösterreichischen Landtag in dessen III. Gesetzgebungsperiode. Im Juli 1933 war er einige Tage in Haft und wurde im August desselben Jahres pensioniert.
Nach dem „Anschluss“ Österreichs wurde er reaktiviert, Mitglied der Landesregierung und Bürgermeister von St. Pölten. Der Stadtkommandant der Roten Armee setzte ihn nach dem Zweiten Weltkrieg ab. Er wurde bis 1947 in Bayern interniert, ein daraufhin folgender Prozess in Salzburg ergab keine persönliche Schuld Langers. Dennoch war er Belasteter nach dem NS-Verbotsgesetz, er arbeitete fortan als Hilfsarbeiter. In Kaprun erlag Langer am 2. November 1949 einem Herzschlag.